# Колодій Володимир Васильович
 Володимир Васильович Колодій (нар. 9 квітня 1944, Львів, УРСР) — радянський український футболіст, нападник.

## Життєпис
Розпочав грати у Львові 1963 року за місцевий армійський клуб із класу «Б». У 1964 році клуб досяг найвищого свого досягнення, виходу в 1/4 фіналу Кубку СРСР, причому Колодій у цьому розіграші відзначився трьома голами: дубль у ворота могильовського «Спартака» і гол тернопільському «Авангарду». 1965 року СКА оформив путівку класом вище, до другої групи класу «А». На цьому рівні 1967 року відзначився хет-триком у ворота тульського «Металурга».
1968 року разом із одноклубником Мар'яном Плахетком перейшов до ЦСКА. Провів три матчі у вищій лізі та два матчі у Кубку СРСР у червні — липні 1968 року. 1969 року повернувся до СКА, звідки 1971 року перейшов у полтавський «Будівельник», а через два роки перейменований на «Колос». Після чого знову повернувся до Львова, до клубу КФК «Сокіл».

## Статистика
| Клуб              | Див               | Сезон             | Чемпіонат | Чемпіонат | Кубки | Кубки | Загалом | Загалом |
| Клуб              | Див               | Сезон             | Матчі     | Голи      | Матчі | Голи  | Матчі   | Голи    |
| ----------------- | ----------------- | ----------------- | --------- | --------- | ----- | ----- | ------- | ------- |
| СКА (Львів)       | В                 | 1963              | ?         | 1         | 0     | 0     | ?       | 1       |
| СКА (Львів)       | В                 | 1964              | 21        | 3         | 2     | 3     | 23      | 6       |
| СКА (Львів)       | В                 | 1965              | 32        | 13        | 0     | 0     | 32      | 13      |
| СКА (Львів)       | Б                 | 1966              | 26        | 3         | 0     | 0     | 26      | 3       |
| СКА (Львів)       | Б                 | 1967              | 29        | 5         | 0     | 0     | 29      | 5       |
| СКА (Львів)       | Б                 | 1968              | 13        | 0         | 0     | 0     | 13      | 0       |
| СКА (Львів)       | Загалом           | Загалом           | 121+      | 25        | 2     | 3     | 123+    | 28      |
| ЦСКА              | А                 | 1968              | 3         | 0         | 2     | 0     | 5       | 0       |
| ЦСКА              | Загалом           | Загалом           | 3         | 0         | 2     | 0     | 5       | 0       |
| СКА (Львів)       | Б                 | 1969              | 41        | 8         | 0     | 0     | 41      | 8       |
| СКА (Львів)       | В                 | 1970              | ?         | 2         | 0     | 0     | ?       | 2       |
| СКА (Львів)       | Загалом           | Загалом           | 41+       | 10        | 0     | 0     | 41+     | 10      |
| «Колос» (Полтава) | В                 | 1971              | ?         | 9         | 0     | 0     | ?       | 9       |
| «Колос» (Полтава) | В                 | 1972              | ?         | 6         | 0     | 0     | ?       | 6       |
| «Колос» (Полтава) | В                 | 1973              | 12        | 1         | 0     | 0     | 12      | 1       |
| «Колос» (Полтава) | Загалом           | Загалом           | 12+       | 16        | 0     | 0     | 12+     | 16      |
| Усього за кар'єру | Усього за кар'єру | Усього за кар'єру | 177+      | 51        | 4     | 3     | 181+    | 54      |

## Досягнення
- Майстер спорту СРСР